# Jean Yarbrough
Jean Yarbrough (* 22. August 1900  in Marianna, Arkansas, USA; † 2. August 1975 in Los Angeles, Kalifornien, USA) war ein US-amerikanischer Regisseur und Fernsehproduzent.

## Leben
Der aus Arkansas stammende Yarbrough kam nach seinem Studium an der University of South in Sewanee, Tennessee 1922 nach Hollywood, wo er nach ersten Erfahrungen als Requisiteur ab 1926 in Diensten der Hal Roach Studios stand und in zahlreichen Kurzfilmen als Assistenzregisseur fungierte. In dieser Funktion war er u. a. an den ersten filmischen Gehversuchen von Stan Laurel und Oliver Hardy beteiligt. Nach einer Zwischenstation bei Mack Sennett Comedies zu Beginn der 1930er Jahre wechselte Yarbrough 1934 zu RKO Pictures und übernahm dort ab 1936 seine ersten hauptverantwortlichen Regieaufträge, die primär aus Komödien und Musicals bestanden.

### Filmregisseur
Nachdem er bereits 1938 mit dem Drama Rebellious Daughters seinen ersten abendfüllenden Film gedreht wurde, erlangte Yarbrough ab 1940 als Regisseur von preisgünstigen Horrorproduktionen wie The Devil Bat, Herr der Zombies – Insel der lebenden Toten, House of Horrors, She-Wolf of London und The Brute Man einen höheren Bekanntheitsgrad. Ein weiterer Hauptaugenmerk lag in der Zusammenarbeit mit dem Komikerduo Abbott und Costello, mit dem er im Zeitraum von 1944 bis 1952 fünf Filme drehte.

### TV-Karriere
Als die Beliebtheit des traditionellen B-Films zu Beginn der 1950er Jahre zu sinken begann, wechselte Yarbrough in die TV-Sparte und fungierte von 1952 bis 1954 als Produzent und Regisseur der 52-teiligen Comedy-Show The Abbott and Costello Show. In den 1960ern war Yarbrough primär als Gastregisseur für etablierte Serien wie Rauchende Colts, The Addams Family und Bonanza tätig, bevor zum Ende seiner Karriere noch ein Stammengagement für die Wildwestserie Die Spur des Jim Sonnett sowie einige Drehaufträge für Im Wilden Westen folgten.

## Filmografie (Auswahl)

### Filme
- 1938: Rebellious Daughters
- 1940: The Devil Bat
- 1941: Herr der Zombies – Insel der lebenden Toten (King of the Zombies)
- 1941: The Gang’s All Here
- 1941: Father Steps Out
- 1944: In Society
- 1945: Here Come The Co-Eds
- 1945: The Naughty Nineties
- 1946: House of Horrors
- 1946: She-Wolf of London
- 1946: Cuban Pete
- 1946: The Brute Man
- 1952: Hans und die Bohnenstange (Jack and the Beanstalk)
- 1952: Lost in Alaska
- 1955: Nachtfracht (Night Freight)
- 1956: Amigo mio – Der Bandit von Vera Cruz (Yaqui Drums)
- 1967: Hillbillys in a Haunted House
- 1969: The Over-the-Hill Gang

### Serien
- 1952–1954: The Abbott and Costello Show
- 1958–1959: Flight
- 1960: Rauchende Colts
- 1960: The Addams Family
- 1966: Bonanza
- 1967–1969: Die Spur des Jim Sonnett
- 1967–1970: Im Wilden Westen